# Dichotomius nobilis
Dichotomius nobilis är en skalbaggsart som beskrevs av Waterhouse 1891. Dichotomius nobilis ingår i släktet Dichotomius och familjen bladhorningar. Inga underarter finns listade i Catalogue of Life.